# Schröckingerita
La schröckingerita és un mineral de la classe dels carbonats. Va rebre el seu nom l'any 1873 per Albrecht Schrauf en honor de Julius von Schröckinger (1813-1882), naturalista txec que va observar amb especial força la mineralogia i malacologia, qui va trobar i descriure el mineral com un producte d'alteració de la uraninita.

## Característiques
La schröckingerita és un carbonat de fórmula química NaCa₃(UO₂)(CO₃)₃(SO₄)F·10H₂O. Cristal·litza en el sistema triclínic. Són rars els cristalls pseudohexagonals, que poden arribar a mesurar 6 mil·límetres, amb prominents {001}, i molt estret {100}, {101}, {201}, {102}, {104} i {108}. Normalment es troba de manera micàcia, en escates, rosetes, agregats globulars, en crostes i eflorescències. La seva duresa a l'escala de Mohs és 2,5. Segons la classificació de Nickel-Strunz, la schröckingerita pertany a «05.EG - Uranil carbonats amb SO₄ o SiO₄» juntament amb la lepersonnita-(Gd) i el mineral sense anomenar UM1997-27-CO:CaHKSU.

## Formació i jaciments
És un producte d'alteració poc freqüent de la uraninita a la zona oxidada dels dipòsits d'urani. Sol trobar-se associada a altres minerals com: guix, andersonita, bayleyita, swartzita, albrechtschraufita, liebigita, uraninita i dolomita. Va ser descoberta a la mina Svornost, a Jáchymov (Erzgebirge, República Txeca). A dins dels territoris de parla catalana ha estat descrita a la mina Eureka (Castell-estaó, Lleida), on és un mineral molt escàs al jaciment, en el que es troba cristal·litzada sobre andersonita i a vegades sobre arenisca.